# Rio Cireş (Almaş)
O Rio Cireş é um rio da Romênia, afluente do Almaş, localizado no distrito de Hunedoara.